# John Foster (cónego)
John Foster (falecido em 1773) foi um cónego de Windsor de 1772 a 1773 e Diretor do Eton College de 1765 a 1773.

## Carreira
Ele foi King's Scholar no Eton College e, de seguida, educado no King's College, Cambridge e graduou-se BA em 1753, MA em 1756 e DD em 1766.
Ele foi nomeado Diretor de Eton de 1765 a 1773.
Ele foi nomeado para a décima segunda bancada na Capela de São Jorge, Castelo de Windsor, em 1772, e manteve a posição até 1773.